# Sergentomyia banerjii
Sergentomyia banerjii är en tvåvingeart som beskrevs av Bej och Manna 1996. Sergentomyia banerjii ingår i släktet Sergentomyia och familjen fjärilsmyggor. Inga underarter finns listade i Catalogue of Life.
Artens utbredningsområde är Västbengalen i Indien.